# Juan Manuel Mendoza
Juan Manuel Mendoza (ur. 26 października 1980 w Cali) – kolumbijski aktor telewizyjny.
Ma córkę Valerię (ur. 2011), której matką jest Daniela Donado.

## Wybrana filmografia
- 2004: La viuda de la mafia
- 2007: Floricienta - Matias Sanchez
- 2008: El penúltimo beso - Ernesto Izquierdo Preciado
- 2009: El fantasma del Gran Hotel
- 2010-2011: A corazón abierto - Jorge Viana
- 2011-2012: La Traicionera - Esteban Sanínt
- 2013-2015: Cumbia Ninja - Martín Mondino
- 2014-2015: Niche - Amadeo Lopez
- 2015-2016: Dulce amor - Julián Lopez
- 2016: La niña - Dr Rodrigo Carrera